# Сотник Сергій Віталійович
Сергі́й Віта́лійович Со́тник — майстер-сержант (в минулому — старший прапорщик) Збройних Сил України, учасник російсько-української війни.

## Нагороди
14 серпня 2014 року — "За особисту мужність і героїзм, виявлені у захисті державного суверенітету та територіальної цілісності України, вірність військовій присязі під час російсько-української війни, відзначений — нагороджений орденом «За мужність» III ступеня;
10 червня 2022 року — "За особисту мужність і самовіддані дії, виявлені у захисті державного суверенітету та територіальної цілісності України, вірність військовій присязі", відзначений — нагороджений орденом Данила Галицького.